# Doplatní známka
Doplatní známka je známka přidaná k nedostatečně vyplacené zásilce, která označuje dodatečné poštovné.

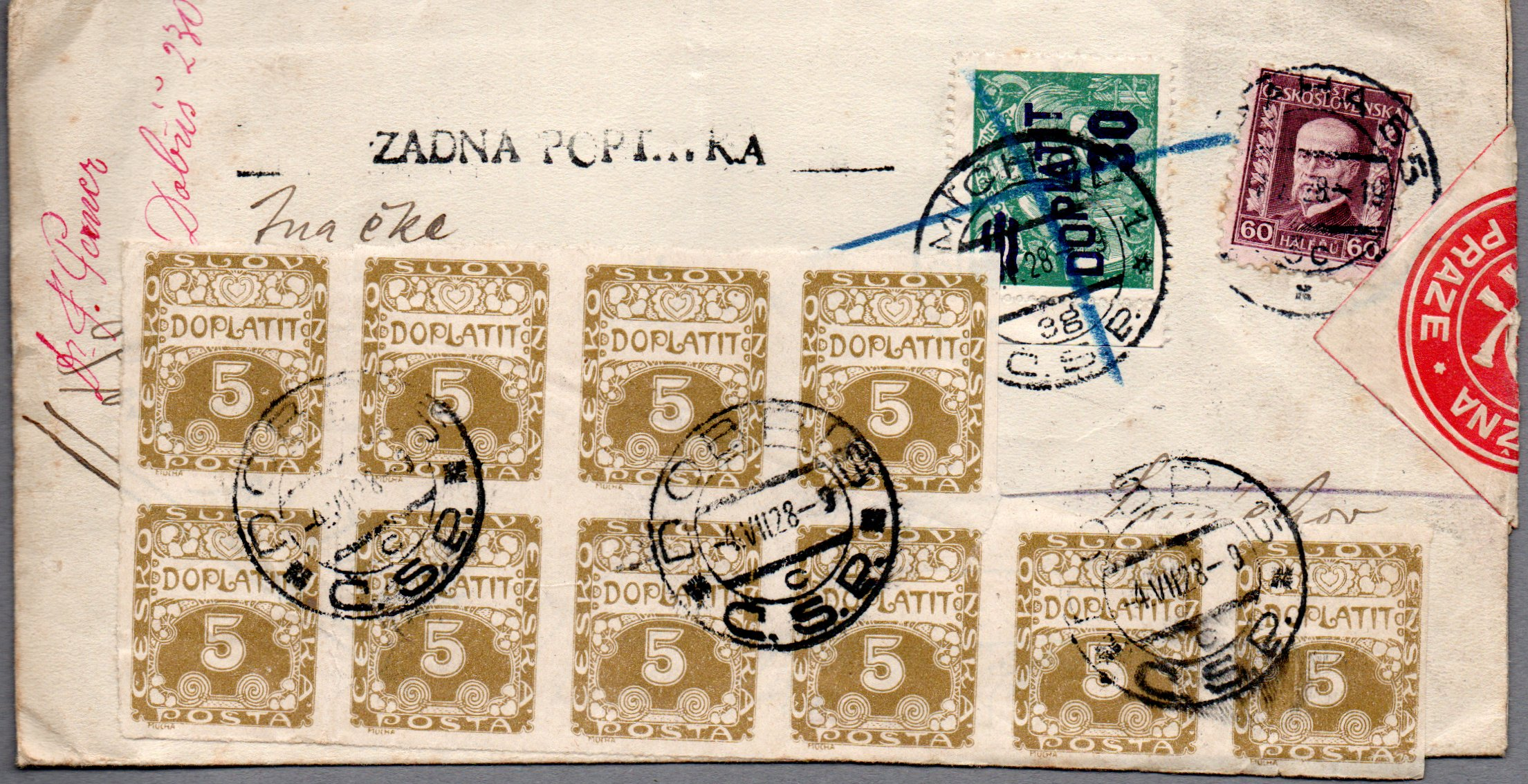
Nedostatečně vyplacená zásilka s různými doplatními známkami

## Historie
Již od začátků poštovních systémů existoval problém nedostatečně zaplacených zásilek, který se značně zvýšil s příchodem poštovních známek, protože zákazníci se nyní sami rozhodovali o správné částce, kterou mají zaplatit, bez asistence znalého poštovního úředníka.
Zatímco v různých dobách některé země jednoduše přijaly způsob vrácení dopisu odesílateli, mnoho jiných zvolilo přístup doručení dopisu a výběr poplatku od příjemce. Zpočátku byl proces řízen úředníkem, který na obálku napsal něco jako "Doplatit 3 krejcary", ale tento systém mohl být zneužit pošťákem, který by si peníze vzal pro sebe.
Problém nedostatečně placené zahraniční pošty byl jedním z problémů, který mělo řešit založení Světové poštovní unie v roce 1874. Poštovní unie dospěla k rozhodnutí, že pošta s nedostatečným poštovným má být označena „T“ a od 1. dubna 1879 bude chybějící částka označena i černě. Později mnoho zemí začalo používat ruční razítka k označení dlužné částky, později se začala používat kombinace razítek s "T" a chybějící částkou. Od 1. října 1907 byla pravidla změněna. Bude uvedena částka, která má být účtována, namísto chybějící částky. Účtovaná částka byla obvykle dvojnásobkem částky, která chyběla.

## První známky
Problém vyřešila Francie v roce 1859 vydáním oficiálních doplatních známek nalepených v doručovací kanceláři před roznáškou příjemcům. Mnoho dalších zemí následovalo příklad. (Příležitostně bývaly k tomuto účelu použity běžné poštovní známky.)
Doplatní známky (technicky spíše nálepky, protože nemají žádnou vlastní hodnotu) nejsou vždy nalepeny na jednotlivé dopisy; v případě obchodní pošty může být celková dlužná částka sečtena a příslušná známka přidána do horního dopisu v balíčku nebo na obal svazku. Tyto nálepky bývaly také použity k vybírání peněz pro jiné účely, jako je předplatné časopisů.
Vzhledem k tomu, že doplatní známky jsou téměř vždy používány pouze v rámci jedné země, mají obvykle docela jednoduchý design, většinou sestávající z velké číslice a nápisu „doplatit“, „porto“ atd.; často bez uvedení názvu země. Stejně jako u definitivních známek bývá k vytvoření konkrétních částek zapotřebí kombinace různých hodnot.

## Pokles používání
Řada zemí přestala postupně používat doplatní známky. Británie, která je poprvé vydala v roce 1914 (a pokračovala ve stejném designu až do roku 1970), ukončila jejich používání v roce 2000.

## Sběratelství

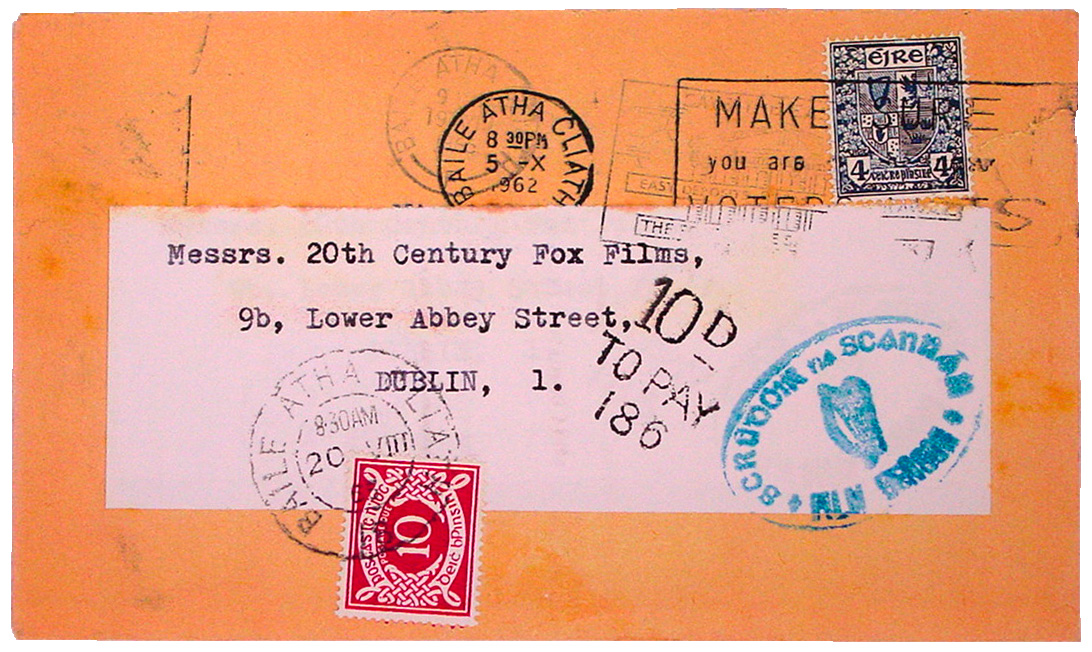
Irská obálka s instruktážní značkou „10d To PAY“ (kód 186 pro Dublin) s nalepenou doplatní známkou opatřenou datovým razítkem

I když z technického hlediska není důvod, aby se doplatní známky dostávaly do soukromých rukou nevyužité, poštovní správy je prodávaly sběratelům a doplatní známky z mnoha zemí existují ve velkém množství, často nevyužité a nízké hodnoty. Naopak dochované příklady platných poštovních doplatních známek s datumovým razítkem nebo jiným poštovním značením a poštovní známkou na obálce jsou méně časté a filatelisté je vyhledávají.

## Československé doplatní známky
Na území Československa se používaly doplatní známky do roku 1988.
| číslo      | datum       | název                | obrázek | grafika        | námět                              | platnost do       | přibližný náklad |
| ---------- | ----------- | -------------------- | ------- | -------------- | ---------------------------------- | ----------------- | ---------------- |
| DL1-14     | 1919        | Ornamentální kresba  |         | Alfons Mucha   | Secesní ornament                   | 1928              | 1,8-27,6 mil.    |
| DL15-DL30  | 1922        | Hradčany             |         | Alfons Mucha   | Hradčany s přetiskem               | 1928              | 330-18214 tis.   |
| DL31-DL41  | 1924        | Doplatní s přetiskem |         | Alfons Mucha   | Doplatní z let 1919-20 s přetiskem | 1928              | 300-5300 tis.    |
| DL42-DL47  | 1926        | Hospodářství a věda  |         | Jakub Obrovský | Hospodářství a věda s přetiskem    | 1928              |                  |
| DL48-DL54  | 1927        | Osvobozená republika |         | V. H. Brunner  | Osvobozená republika s přetiskem   | 1928              |                  |
| DL55-DL66  | 1928        | Definitivní vydání   |         | J. Vlček       | Ornamentální motiv                 | 15. prosince 1939 |                  |
| DL67-DL78  | 1946 a 1948 | Doplatní 1946-8      |         | A. Erhardt     | Číslice s ornamentem               | 1988              |                  |
| DL79-DL91  | 1954/55     | Doplatní 1954-5      |         | B. Roule       | Číslice s ornamentem               | 1988              |                  |
| DL92-DL103 | 1971/72     | Doplatní 1971-2      |         | I. Strnad      | Číslice s ornamentem               | 1988              |                  |